# بلوسوم (معلوماتية حيوية)

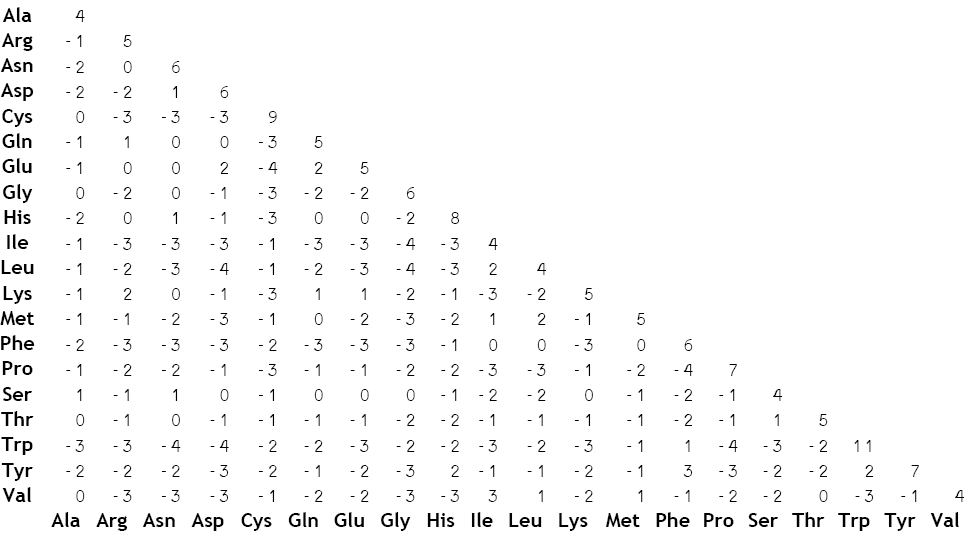
مصفوفة بلوسوم 62

في المعلوماتية الحيوية، البلوسم (مصفوفة كتل الاستبدال) المصفوفة هي مصفوفة الاستبدال تستخدم تسلسل المحاذاة من البروتينات. مصفوفات بلوسوم تستخدم ليسجل التحالفات بين متباينة التطوير لسلاسل البروتين. فهي تقوم على التحالفات المحلية. مصفوفات بلوسوم تم تقديمها لأول مرة في ورقة قدمها ستيفن هينيكوف وجورجا هينيكوف. أنها تفحص بيانات الكتل عن مناطق الحفظ من أسرالبروتين (التي ليس لديها ثغرات في تسلسل المحاذاة) ثم تحسب نسبة الترددات من الأحماض الأمينية واحتمالات استبدالها. ثم أنها تحسب سجل الاحتمالات درجة لكل من 210 من الازواج المحتمل استبدالها من الأحماض الأمينية القياسية العشرون. كل مصفوفات البلوسوم تستند إلى التحالفات الملحوظة؛ فهي ليست مأخوذة من المقارنات وثيقة الصلة من البروتينات مثل مصفوفات بام.

## الخلفية البيولوجية
التعليمات الوراثية لكل خلية تتضاعف في الكائن الحي الموجودة داخل الحمض النووي. في طول عمر الخلية هذه المعلومات تنسخ وتتكرر من قبل الآليات الخلوية لإنتاج البروتينات أو تقديم تعليمات للخلية الابن أثناء انقسام الخلية، يوجد احتمال أن الحمض النووي يمكن ان يتغير خلال هذه العمليات. هذا هو المعروف باسم الطفرة. على المستوى الجزيئي، وهناك نظم تنظيمية معظمها صحيح — وليست جميعها — من هذه التغييرات في الحمض النووي قبل أن يتم تكرارها.
وظيفة البروتين تعتمد بشكل كبير على تركيبها. تغيير واحد من الأحماض الأمينية في البروتين قد يقلل من قدرتها على تنفيذ الوظائف، أو ان الطفرة قد تغير وظيفة البروتين. مثل هذه التغيرات قد تؤثر بشدة على وظيفة الخلية، مما يحتمل أن يسبب — وفي الحالات القصوى، للكائن الحي — أن يموت. على العكس من ذلك، فإن التغيير قد تسمح للخلية إلى مواصلة عملها وإن كان بشكل مختلف والطفرة يمكن أن تنتتقل إلى الأبناء إذا كان هذا التغيير لا يؤدي إلى أي اعاقة مادية للأبناء، وهناك احتمال أن هذه الطفرة لا تزال قائمة بين السكان. مع إمكانية أيضا أن يكون التغير في الوظيفة ان يصبح مفيدا.
 الأحماض الأمينية العشرون تترجم عبر الشيفرة الوراثية، تختلف كثيرا عن الخصائص الفيزيائية والكيميائية من السلاسل الجانبية. ومع ذلك، فإن هذه الأحماض الأمينية يمكن أن تصنف إلى مجموعات مع خصائص فيزيائية مماثلة. استبدال حمض أميني مع آخر من نفس الفئة هو أكثر من المحتمل أن يكون لها تأثير أقل على بنية ووظيفة البروتين من استبدال مع حمض أميني من فئة مختلفة.
تسلسل المحاذاة هو طريقة بحث اساسية عن البيولوجيا الحديثة. سلسلة محاذاة البروتينالأكثر شيوعا هي للبحث عن التشابه بين مختلف السلاسل من أجل الاستدلال على وظيفة أو إقامة العلاقات التطورية. وهذا يساعد الباحثين على فهم أفضل لأصل ووظيفة الجينات من خلال طبيعة التماثل والحفظ. استبدال المصفوفات تستخدم في خوارزميات لحساب التشابه للسلاسل المختلفة من البروتينات. ومع ذلك، فإن الفائدة من مصفوفة دايهوف قد انخفضت على مر الزمن بسبب تطلب السلاسل مع التشابه أكثر من 85%. من أجل ملء هذه الفجوة، هينيكوف وهينيكوف قدموا مصفوفة (كتل استبدال المصفوفة) بلوسوم مما أدى إلى تحسن ملحوظ في التحالفات في عمليات البحث باستخدام استعلامات من كل مجموعة من المجموعات من البروتينات ذات الصلة.

## المصطلحات
بلوسوم: كتل استبدال المصفوفة، استبدال المصفوفة تستخدم إلى تسلسل المحاذاة من البروتينات.
سجل المقاييس (الإحصائية مقابل البيولوجية): عند تقييم تسلسل المحاذاة، يود المرء أن يعرف مغزاها. وهذا يتطلب مصفوفة التهديف أو جدول من القيم التي يصف احتمال معنى بيولوجية الأحماض الأمينية أو بقايا زوج النوكليوتيدات التي تحدث في المحاذاة. اهداف كل موقع يتم الحصول على ترددات من التبديلات في كتل من التحالفات المحلية من تسلسل البروتين.
عدة مجموعات من مصفوفات البلوسوم توجد باستخدام مختلف قواعد محاذاة البيانات، الأرقام مع الاسم. مصفوفات البلوسوم مع أرقام عالية مصممة لمقارنة  الارتباط الوثيق للسلاسل، في حين أن أولئك مع الأعداد المنخفضة مصممة لمقارنة الارتباط البعيد للسلاسل. على سبيل المثال، بلوسوم 80 يستخدم أقل تحالفات المتباينة، بلوسوم 45 يستخدم أكثر تحالفات المتباينة. المصفوفات تم إنشاؤها بواسطة دمج (تجميع) جميع السلاسل التي كانت مماثلة أكثر من نسبة معينة في سلسلة واحدة ثم مقارنة هذه السلاسل (التي كانت أكثر تباينا من إعطاء قيمة النسبة المئوية) فقط؛ وبالتالي تقليل مساهمة الارتباط الوثيق للسلاسل. نسبة استخدام إعطاء اسم بلوسوم 80 على سبيل المثال حيث السلاسل التي كانت أكثر من 80% متطابقة جمعت.

## بناء مصفوفات بلوسوم
مصفوفات بلوسوم يتم الحصول عليها باستخدام كتل من تسلسل الأحماض الأمينية مماثلة البيانات، ثم تطبيق الأساليب الإحصائية على البيانات للحصول على التشابه. خطوات الاساليب الاحصائية:

### سلاسل الإلغاء
سلاسل الإلغاء متطابقة أكثر من (r%). وهناك طريقتين لسلاسل الإلغاء. ويمكن أن يتم ذلك إما عن طريق إزالة سلاسل من الكتلة أو فقط من خلال إيجاد سلاسل مماثلة  واستبدالها بسلاسل جديدة التي يمكن أن تمثل الكتلة. الإلغاء هو إزالة سلاسل البروتين التي هي أكثر مماثلة من العتبة محددة.

### حساب التردد والاحتمالية
قاعدة بيانات تخزن سلسلة التحالفات الأكثر مناطق حفظا لانواع البروتينات. هذه التحالفات تستخدم لاستخلاص مصفوفات البلوسوم. فقط السلاسل مع نسبة التشابه أقل من العتبة المستخدمة.
باستخدام الكتلة، تعد أزواج الأحماض الأمينية في كل عمود من المحاذاة المتعددة.

### سجل النسبة الفردية
فإنه يعطي نسبة حدوث كل الأحماض الأمينية معا في البيانات المتوقعة لكل زوج.هو تقريب ويستخدم في  مصفوفة الاستبدال.
{\displaystyle }
في حين ان (P(O هي قابلية الملاحظة، و (P(E هي قابلية التوقع
لحساب مصفوفة بلوسوم يتم استخدام المعادلة التالية:
{\displaystyle }

## مثال - بلوسوم62
بلوسوم62: المدى المتوسط
بلوسوم80: بروتينات وثيقة الصلة 
بلوسوم45:  بروتينات بعيدة الصلة 

## بعض الاستخدامات في المعلوماتية الحيوية

### تطبيقات البحوث

#### موثوقية التنبؤ للخلايا التائية
| بام    | بلوسوم   |
| ------ | -------- |
| بام100 | بلوسوم90 |
| بام120 | بلوسوم80 |
| بام160 | بلوسوم60 |
| بام200 | بلوسوم52 |
| بام250 | بلوسوم45 |

##### العلاقة بين «بام» و «بلوسوم»
| بام                                                                            | بلوسوم                                                                         |
| ------------------------------------------------------------------------------ | ------------------------------------------------------------------------------ |
| لمقارنة ارتباط السلاسل الوثيق، لمصفوفات بام مع انخفاض الأرقام التي تم إنشاؤها. | لمقارنة مصفوفات بلوسوم وثيقة الصلة مع اعلى الارقام التي تم انشاؤها             |
| لمقارنة البروتينات غير وثيقة الصلة، مصفوفات بام مع انشاء ارقام عالية           | لمقارنة البروتينات بعيدة الصلة، مصفوفات بلوسوم مع اقل الارقام التي تم انشاؤها. |

##### الاختلافات بين بام وبلوسوم
| بام | بلوسوم                                                                                    |
| --- | ----------------------------------------------------------------------------------------- |
| تعتمد على التحالفات العالمية للبروتينات وثيقة الصلة.                                                          | تعتمد على التحالفات المحلية.                                                              |
| بام1 هو المصفوفة المحتسبة من المقارنات للسلاسل مع ان لا يزيد عن 15% الاختلاف ولكن يتوافق 99% مع سلسلة الهوية. | بلوسوم 62 هو مصفوفة يتم حسابها من مقارنة السلاسل مع ازدواج الهوية على أن لا تزيد عن 62% . |
| مصفوفات بام الاخرى هي مأخوذة من بام1.                                                                         | تعتمد على التحالفات الملحوظة؛ فهي ليست مأخوذة من المقارنات وثيقة الصلة من البروتينات.     |
| الأرقام العليا في مصفوفات نظام التسمية تدل على كبر المسافة التطويرية.                                         | الأرقام العليا في مصفوفات نظام التسمية تدل على سلسلة متشابهة أكثر ومسافة تطويرية اقل.     |